# Seóirse Bodley
Seóirse Bodley (ur. 4 kwietnia 1933 w Dublinie, zm. 17 listopada 2023)  – irlandzki kompozytor i pedagog, uhonorowany przez Aosdána tytułem Saoi (2008).

## Życiorys
Podstawowe wykształcenie muzyczne zdobył w Royal Irish Academy of Music. Następnie studiował u Johna Larcheta w University College Dublin, gdzie w 1955 uzyskał muzyczny bakalaureat (BMus) . W 1957 otrzymał dwuletnie stypendium doktoranckie od National University of Ireland, dzięki czemu mógł podjąć studia w Stuttgarcie u Johanna Nepomuka Davida (kompozycję) i Hansa Müller-Kraya (dyrygenturę). Rok później zrobił doktorat z muzyki (DMus) na University College Dublin . Przez trzy kolejne lata (1962–1964) brał udział w Darmsztadzkich Międzynarodowych Letnich Kursach Nowej Muzyki .
W 1964 został dyrektorem wydziału Folk Music Studies dublińskiego University College. Przez wiele lat pełnił funkcję przewodniczącego Folk Music Society of Ireland. Jego badania koncentrowały się na analizie stylistycznej tradycyjnego śpiewu gaelickiego i opracowaniu systemu notacji dla jego ornamentacji rubato  . W 1984 został profesorem nadzwyczajnym w University College w Dublinie, gdzie wykładał do przejścia na emeryturę w 1998 , pozostając w tej uczelni jako profesor emeritus.
W 1982 został członkiem założycielem stowarzyszenia Aosdána i został wyróżniony honorowym tytułem Saoi, który w listopadzie 2008 oficjalnie nadała mu prezydent Mary McAleese.

## Twórczość
Idiom kompozytorski Bodleya zmieniał się stylistycznie w miarę upływu lat. W latach 1952–1962 jego muzyka była głównie tonalna, z pojawiającymi się elementami typowymi dla irlandzkiego folkloru, na przykład motywem przypominającym fugato w I symfonii (1958–1959). 
Zainspirowany nowymi technikami kompozytorskimi, z którymi zetknął się w Darmstadzie na początku lat 60., stworzył serię utworów wykorzystujących elementy awangardy środkowoeuropejskiej. Do 1971 był głównym irlandzkim przedstawicielem postserializmu . Wykorzystywał też techniki aleatoryczne oraz elektronikę i programy komputerowe , tworząc muzykę abstrakcyjną , czego przykładem są takie utwory, jak I symfonia kameralna (1964), Konfiguracje (1967), I kwartet smyczkowy (1968), Scintillae (1968). 
W następnym okresie (1972–1980) Bodley łączył techniki awangardowe z tradycyjną muzyką irlandzką, eksplorując inspirujące twórczo kontrasty wynikające z tych połączeń, na przykład w The Narrow Road to the Deep North (1972) i A Small White Cloud Drifts over Ireland (1975) . Od tego czasu rozwija własny język muzyczny, który zawiera cechy typowo irlandzkie, ale też zachowuje kosmopolityczną perspektywę. Przykładami jego dojrzałego stylu są m.in. takie kompozycje, jak Phantasms (1989) i II kwartet smyczkowy (1992).

## Ważniejsze kompozycje
(na podstawie materiałów źródłowych )
|  | - Music for Strings na orkiestre smyczkową (1952) - Movement for Orchestra (1956) - Symfonia nr 1 (1959) - Symfonia kameralna nr 1 (1964) - Configurations (1967) - A Small White Cloud Drifts over Ireland (1975) - Symfonia nr 2 I Have Loved the Lands of Ireland (1980) - Symfonia kameralna nr 2 (1982) - Symfonia nr 5: The Limerick Symphony (1991) - Sinfonietta (2000) - Metamorphoses on the Name Schumann (2004) - Mediations on Lines from Patrick Kavanagh (tekst: Patrick Kavanagh) (1971) - Ceathrúintí Mháire Ní Ógáin (tekst: Máire Mhac an tSaoi) (1973) - Symfonia nr 3 Ceol (tekst: Brendan Kennelly) (1980) - Fraw Musica (tekst: Marcin Luter, Johann Walter) (1996) - Earlsfort Suite (tekst: Micheal O'Siadhail]) (2000) - Sonata skrzypcowa (1959) - Scintillae na 2 harfy celtyckie (1968) - Kwartet smyczkowy nr 1 (1968) - In Memory of Seán Ó Riada na flet i fortepian (1971) - September Preludes na flet i fortepian (1973) - Trio na flet, skrzypce i fortepian (1986) - The Fiddler na trio smyczkowe i recytatora (1987) - Phantasms na flet, klarnet, harfę i wiolonczelę (1989) - Kwartet smyczkowy nr 2 (1992) - Kwartet smyczkowy nr 3 Ave atque vale (2004) - Islands na gitarę (2006) - Kwartet smyczkowy nr 4 (2007) - Dancing in Daylight na skrzypce, wiolonczelę i fortepian (2014) | - Four Little Pieces (1954) - Prelude, Toccata and Epilogue (1963) - The Narrow Road to the Deep North na 2 fortepiany (1972), (wersja na fortepian solo, 1977) - The Tightrope Walker Presents a Rose (1976) - Aislingí (1977) - News from Donabate (1999) - An Exchange of Letters (2002) - Trí hAmhráin Grá (do anonimowego tekstu) (1952) - Cúl an Tí (tekst: Seán Ó Ríordáin) (1955) - An Bhliain Lán (tekst: Tomás Ó Floinn) (1956) - Trí Aortha (do anonimowego tekstu) (1960) - A Chill Wind (tekst: B. Kennelly) (1977) - The Radiant Moment (tekst: Thomas MacGreevy) (1979) - The Fairies (tekst: William Allingham) (1953) - A Drinking Song (tekst: William Butler Yeats) (1953) - Never to have Lived is Best (tekst: W.B. Yeats) (1965) - A Girl, song cycle (tekst: B. Kennelly) (1978) - A Passionate Love (do tekstu kompozytora) (1985) - Canal Bank Walk (1986) - The Naked Flame, song cycle (tekst: M. O'Siadhail) (1987) - Carta Irlandesa, song cycle (tekst: Antonio González-Guerrero) (1988) - By the Margins of the Great Deep (tekst: George Russell) (1995) - After Great Pain (tekst: Emily Dickinson, Walt Whitman) (2002) - Mignon und der Harfner (tekst: Johann Wolfgang von Goethe) (2004) - Squall (tekst: M. O'Siadhail) (2006) - Remember (tekst: Christina Rossetti) (2011) |